# Tiborfa
Tiborfa (korábban Tivadarc, szlovénül: Vadarci) falu Szlovéniában, Muravidéken, Pomurska régióban. Közigazgatásilag Battyándhoz tartozik.

## Fekvése
Muraszombattól 18 km-re északnyugatra, a Vendvidéki-dombság (Goričko) területén a Gradski-patak partján fekszik.

## Története
Területén már az ókorban éltek emberek, ezt bizonyítják a határában található római kori halomsírok.
Első írásos említése 1365-ből való "Tyuodorfolua" néven. 1365-ben Széchy Péter fia Miklós dalmát-horvát bán és testvére Domonkos erdélyi püspök kapták királyi adományul és cserébe a Borsod vármegyei Éleskőért, Miskolcért és tartozékaikért Felsőlendvát és tartozékait, mint a magban szakadt Omodéfi János birtokát. A település a későbbi századokon át is birtokában maradt ennek családnak. Az 1366-os beiktatás alkalmával részletesebben kerületenként is felsorolják az ide tartozó birtokokat, melyek között a falu "Thyuodorch in districtu Waralyakunriky" alakban (azaz a váraljakörnyéki kerülethez tartozó Tivadarc) szerepel. Később a Batthyányak birtoka lett.
Vályi András szerint "TIVADARCZ. Tót falu Vas Várm. földes Ura Gróf Batthyáni Uraság, lakosai katolikusok, fekszik F. Lendvához közel, mellynek filiája; földgye középszerű, réttyének is fele jó, szőleje, erdeje, legelője elég van."
Fényes Elek szerint "Tivadarcz, vindus falu, Vas vgyében, a lendvai uradalomban, 74 kath., 242 evang. lak."
Vas vármegye monográfiája szerint "Tiborfa, 103 házzal és 578 r. kath. és ág. ev. vallású, vend lakossal. Postája Bodóhegy, távírója Muraszombat. Földesurai a Batthyányak voltak."
1910-ben 621, túlnyomórészt szlovén lakosa volt. A trianoni békeszerződésig Vas vármegye Muraszombati járásához tartozott. 1919-ben átmenetileg a de facto Mura Köztársaság része lett, majd a Szerb–Horvát–Szlovén Királysághoz csatolták, ami 1929-től Jugoszlávia nevet vette fel. 1941-ben átmeneti időre ismét Magyarországhoz tartozott, 1945 után visszakerült jugoszláv fennhatóság alá. 1991 óta a független Szlovénia része. 2002-ben 378 lakosa volt.

## Nevezetességei
- Határában az erdőben római kori halomsírok találhatók. Átmérőjük 6-10 méter, magasságuk 1-től 2,3 méterig terjed.
- Malma a 20. század elején épült.
- Pünkösdi templom

## Híres emberek
Itt született 1874. február 2-án Szakovics József katolikus plébános, a vend nyelv egyik megújítója.